# August Musger

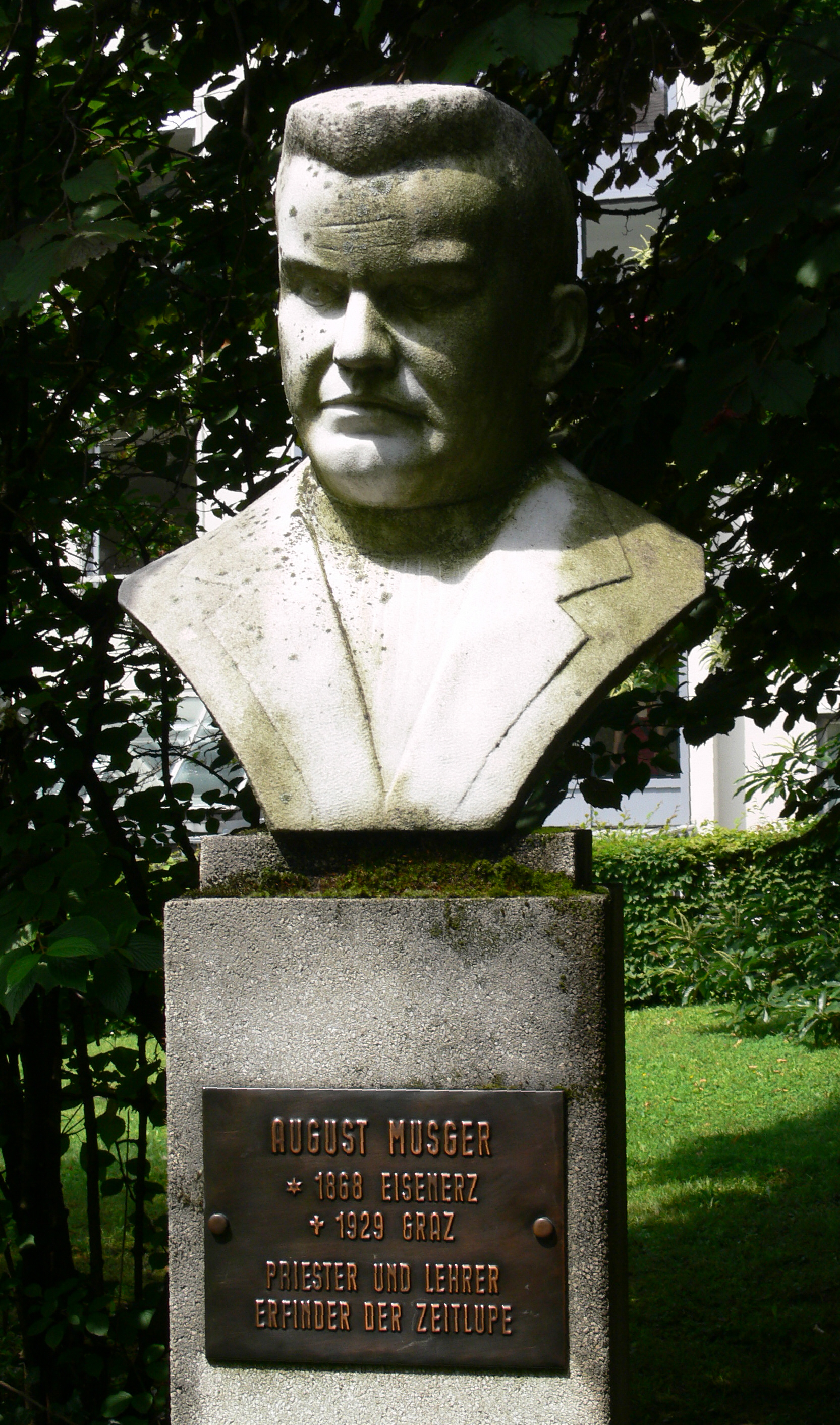
Büste August Musgers (Ehrengalerie, Grazer Burg)

August Musger (* 10. Februar 1868 in Eisenerz (Steiermark); † 30. Oktober 1929 in Graz) war ein österreichischer Priester und Physiker. Er gilt als Pionier der Filmkunst und Pionier der Zeitlupentechnik.
Sein bekanntester Schüler war Hanns Koren.

## Leben und Wirken
August Musger wurde 1868 als Sohn eines Lehrers in Eisenerz geboren. Nach dem Besuch der Volksschule (1874/79) in Kindberg trat der begabte Schüler 1879 ins Lichtenfelsgymnasium ein, wechselte jedoch 1881 ins fürstbischöfliche Knabenseminar. Da das Knabenseminar nur die untersten Klassen führte, wechselte August Musger danach ins 1. k.u.k. Staatsgymnasium in Graz. Die Reifeprüfung schloss Musger 1887 mit ausgezeichnetem Erfolg ab.
1890 wurde der Absolvent der theologischen Fakultät zum Priester geweiht und war danach als Kaplan in Preding tätig. Nach zwei Jahren seelsorgerischer Tätigkeit begann Musger ein Studium in Mathematik, Physik sowie Zeichnen in Graz. Er war jedoch auch weiterhin im fürstbischöflichen Seminar als Präfekt tätig. Nach dem Studium wurde er am Knabenseminar Lehrer für Mathematik, Physik und Freihandzeichnen.
1893 trat Musger als Konkneipant der katholischen Studentenverbindung Carolina Graz bei. Später wurde er noch Mitglied der KaV Norica Wien. Als kurz vor der Jahrhundertwende die Kinematografie ihren weltweiten Siegeszug auch abseits der Hauptstädte antrat und auch Musger erreichte, zeigte sich der Lehrer von dieser neuen Erfindung begeistert. Allerdings fand er die dahinter stehende Technik noch unausgereift und begann ab 1904 selbst auf dem Gebiet des Filmband-Weitertransportes zu forschen.

Patentschrift des Spiegelapparats

Bis 1907 gelang ihm die Entwicklung eines Konstruktionsplanes für einen „Serienapparat mit Spiegelrad“, dessen Besonderheit und weltweite Neuheit die Fähigkeit war, in Zeitlupe aufzunehmen. Die Pläne reichte er schon am 3. Dezember 1904 zum Patent ein. Beim Bau eines Prototyps kam es jedoch zu Verzögerungen, die letztlich 1912 dazu führten, dass Musger sein Patent aufgrund seiner finanziellen Lage aufgeben musste. 1914 erloschen daher seine Patentrechte, was die Firma Ernemann, deren Techniker Hans Lehmann seit längerem mit Musger in Briefkontakt, auch über aktuelle Entwicklungsergebnisse, stand, auf den Plan rief. Diese stellte 1914 einen Zeitlupenapparat der Öffentlichkeit vor. Dass dieses Gerät auf einer Erfindung August Musgers basierte, wurde jedoch an keiner Stelle erwähnt. In einem Brief an Musger bezeichnete Lehmann diesen zwar offen als den Erfinder, an den er mit seinen Weiterentwicklungen anknüpfte, doch änderte dies nichts an den Patentrechten der Firma Ernemann.
1916 reichte Musger trotz allem ein weiteres Patent für seine zweite Erfindung ein, den „Kinematograph mit optischem Ausgleich der Bildwanderung“. Die schlechte wirtschaftliche Lage der Nachkriegszeit verhinderte jedoch den Bau und eine mögliche Verbesserung des Modells.

August Musger galt auch als ein hervorragender Zeichner. Ludwig Stummer, der August Musger persönlich gut gekannt hat, erinnerte sich: 

„Er war ein ganz großartiger Mensch, ein Künstler des Portraits. Er war in seiner Einfachheit ein Genie.“

Am 30. Oktober 1929 starb August Musger im Alter von 61 Jahren verarmt an einer schweren Krankheit im fürstbischöflichen Knabenseminar in Graz. Er ist auf dem St.-Leonhard-Friedhof in Graz beigesetzt.

## Ehrungen
Im Jahr 1953 wurde in Wien-Donaustadt (22. Bezirk) die Musgergasse nach ihm benannt. In Graz (III. Bezirk Geidorf) und in Kindberg trägt je eine Gasse seinen Namen, ebenso ein Platz in der Innenstadt seines Geburtsortes Eisenerz.
Des Weiteren trägt eine der beiden Hauptschulen in Kindberg, welche in der besagten August-Musger-Gasse liegt, seit dem Schuljahr 1980/81 bzw. 1981/82 den Namen des bekannten Priesters und Physikers. Dabei wurde die damalige im Untergeschoss des Gebäudes befindliche Knabenhauptschule in August-Musger-Hauptschule Kindberg umbenannt und die im Obergeschoss befindliche Mädchenhauptschule in Jakob-Eduard-Schmölzer-Hauptschule Kindberg, in Anlehnung an den österreichischen Komponisten und Volksliedersammler Jakob Eduard Schmölzer, umbenannt.
Im Grazer Burggarten befindet sich eine Büste aus Bronze (Gottfried Prabitz, 1959), im Bischöflichen Gymnasium Graz (ehemals Fürstbischöfliches Knabenseminar) im 1. Stock eine große Gedenktafel. 
2018 wurde in Eisenerz Clemens Lusers Skulptur SlowMotion HighSpeed vom Institut für Kunst im öffentlichen Raum Steiermark errichtet, die sich mit Musgers Erfindung der Zeitlupentechnologie auseinandersetzt.

## Musgers „Kinematograph mit optischem Ausgleich der Bildwanderung“

Plan des Kinematographen

Das Licht wird im Kasten R mittels eines Lichtbogens erzeugt. Dieses geht durch die Linsen und trifft auf das Filmband. Das Bild wird durch das Objektiv O auf das Spiegelrad S und aus dem Apparat geleitet. Der Film wird über ein Zahnrad in synchroner Bewegung wie das Spiegelrad S bewegt, damit jedes Bild auf einen eigenen Spiegel trifft. Der Film wird von der Rolle v zu der Rolle a gespult. Mit dem Regler A kann man die Geschwindigkeit des Zahnrads f bestimmen. Würde das Prisma sich nicht drehen, würde das Bild schräg nach oben wandern. Weil sich das Prisma stetig mit gleicher Frequenz dreht, wird die Bewegung des Filmes ausgeglichen, sodass das Bild immer auf den gleichen Bereich der Leinwand gestrahlt wird.
Im Patent von August Musger wird das Prisma als Spiegelrad bezeichnet. Man kann mit diesem Verfahren auch aufnehmen, man muss nur die Linsen austauschen und für den lichtempfindlichen Film benötigt man eine Dunkelkammer.
Von Musgers „Serienapparat mit Spiegelrad“ ist kein Exemplar mehr vorhanden. Ein Modell des „Kinomatographen mit optischen Ausgleich der Bildwanderung“ ist jedoch im Technischen Museum Wien ausgestellt.
„Erst Hans Lehmann fand zehn Jahre später eine praktische Verwendung für den optischen Ausgleich nach Musger in der von ihm geschaffenen Ernemann-Zeitlupe, dem ersten technisch brauchbaren kinematographischen Zeitdehner überhaupt. Ein 1977 erstelltes Gutachten der Universität Wien bescheinigt Musger zwar ein großes erfinderisches Verdienst, insbesondere hinsichtlich der wissenschaftlichen Durchleuchtung der Wirkungsweise des Spiegelausgleichs, stellt jedoch klar, daß er ‚keinesfalls als Erfinder der Zeitlupe bezeichnet werden‘ kann.“

## Belege
- Kleine Zeitung, Graz, Samstag, 3. November 1979
- Südost-Tagespost, Graz, Donnerstag, 1. November 1979